# My Hero Academia: You're Next
My Hero Academia: You're Next (僕のヒーローアカデミア THE MOVIE ユア ネクスト, Boku no Hīrō Akademia za Mūbī: Yuā Nekusuto) és una pel·lícula d'animació japonesa sobre superherois del 2024. Està basada en el manga de My Hero Academia de Kōhei Horikoshi, però té una trama original. El film que està produït per l'estudi Bones i distribuït per Toho, va ser dirigit per Tensai Okamura, va ser guionitzat per Yōsuke Kuroda i compta amb actors com Daiki Yamashita, Nobuhiko Okamoto, Yuki Kaji, Ayane Sakura, i Kaito Ishikawa.
L'agost de 2023 es va anunciar aquesta quarta pel·lícula de la franquícia, en la qual Okumura havia de substituir Kenji Nagasaki com a director, mentre que la resta del personal va tornar de les tres primeres pel·lícules. El títol complet es va revelar el gener de 2024 juntament amb l'anunci de la data d'estrenat.
My Hero Academia: You're Next es va estrenar als cinemes del Japó el 2 d'agost de 2024. A Catalunya es va estrenar als cinemes en català l'11 d'octubre de 2024.

## Trama
Una batalla sense parió assola el Japó amb la sobtada aparició d'un home misteriós. Un home apareix amb la intenció de substituir l'All Might i ser un nou símbol. I tot que crida als quatre vents que ara és el seu torn, es tracta d'en Dark Might! Tot i assemblar-se físicament a l'All Might, els ideals d'en Dark Might no podrien ser més diferents. Fa servir el seu do en benefici propi i crea una enorme fortalesa que comença a absorbir la població civil. Entre el grup que acompanya en Dark Might hi ha l'Anna, una noia amb un do desconegut que és al punt de mira d'en Giulio, individu estoic vestit de majordom. Ell l'anomena "senyoreta Anna", i sembla que va darrere la seva vida. Quina connexió deu tenir amb en Dark Might?

## Doblatge
| Personatge                    | Japonès            | Català            |
| ----------------------------- | ------------------ | ----------------- |
| Izuku Midoriya / Deku         | Daiki Yamashita    | Iván Priego Posda |
| Katsuki Bakugo / Dynamight    | Nobuhiko Okamoto   | Jaume Cuartero    |
| Shōto Todoroki / Shōto        | Yuki Kaji          | Sergio Olmo       |
| Ochaco Uraraka / Uravity      | Ayane Sakura       | Irene Miras       |
| Tenya Īda / Ingenium          | Kaito Ishikawa     | Sergio Mesa       |
| Momo Yaoyorozu / Creati       | Marina Inoue       | Lourdes Fabrés    |
| Eijiro Kirishima / Red Riot   | Toshiki Masuda     | Cesc Martínez     |
| Mina Ashido / Pinky           | Eri Kitamura       | Maria Romeu       |
| Tsuyu Asui / Froppy           | Aoi Yūki           | Yolanda Gispert   |
| Minoru Mineta / Grape Juice   | Ryō Hirohashi      | Carmen Ambrós     |
| Denki Kaminari / Chargebolt   | Tasuku Hatanaka    | Héctor García     |
| Fumikage Tokoyami / Tsukuyomi | Yoshimasa Hosoya   | Dídac Badias      |
| Kyōka Jirō / Earphone Jack    | Kei Shindō         | Iris Lago         |
| Hanta Sero / Cellophane       | Kiyotaka Furushima | Jordi Domènech    |
| Toshinori Yagi / All Might    | Kenta Miyake       | Ramon Canals      |
| Enji Todoroki / Endeavor      | Tetsu Inada        | Roger Pera        |
| Keigo Takami / Hawks          | Yuichi Nakamura    | Masumi Mutsuda    |
| Dark Might                    | Kenta Miyake       | Ramon Canals      |
| Giulio Gandini                | Mamoru Miyano      | David García Llop |
| Anna Scervino                 | Meru Nukumi        | Marta Rodríguez   |
| Hugo Gorrini                  | Ken Uo             | Joan Pera         |
| Kamil Gorrini                 | Yūki Ono           |                   |
| Deborah Gorrini               | Minako Kotobuki    | Marta Barbarà     |
| Paulo Gorrini                 | Yūsuke Kobayashi   | Pep Papell        |
| Simon Gorrini                 | Michitake Kikuchi  | Eric Palau        |
| Bruno Gorrini                 | Masaki Terasoma    | Santi Lorenz      |

## Producció
L'agost de 2023, en un acte escènic de la sisena temporada de l'anime, es va anunciar que hi havia una quarta pel·lícula en producció. El desembre de 2023, al Jump Festa '24 s'hi va anunciar que es tenia previst estrenar la pel·lícula al tercer trimestre de 2024, la qual tindria Kōhei Horikoshi de supervisor general i de dissenyador de personatges originals. El gener de 2024, se'n va donar a conèixer el títol i la data d'estrena, així com els responsables: Tensai Okamura substituïa Kenji Nagasaki com a director, mentre que Yōsuke Kuroda tornaria a ser guionista i Yoshihiko Umakoshi dissenyador de personatges. El 6 d'abril de 2024, es va anunciar que Kenta Miyake, que ja havia donat veu a l'All Might, faria també de Dark Might. El 31 de maig de 2024, Mamoru Miyano i Meru Nukumi van ser elegits per donar veu als personatges originals Giulio Gandini i Anna Scervino respectivament. El repartiment dels personatges dolents originals, és a dir, família Gorrini, es va donar a conèixer el juliol de 2024: Ken Uo interpretaria l'Hugo, Yūki Ono, en Kamil; Minako Kotobuki, la Deborah; Yūsuke Kobayashi, en Paulo; Michitake Kikuchi, en Simon i Masaki Terasoma, en Bruno.

## Música
El gener de 2024 es va saber que Yuki Hayashi compondria la música de la pel·lícula, després de fer-ho anteriorment per a la sèrie d'anime My Hero Academia i les pel·lícules de la franquícia Dos herois, El despertar dels herois i Missió mundial d'herois. El juny de 2024, es va saber que Vaundy interpretaria el tema musical de la pel·lícula, anomenat Homunculus (ホムンクルス, lit. 'homuncle'). L'agost de 2024, també es va donar a conèixer que ell mateix interpretaria el tema final, titulat Gift (Regal). Toho Animation Records va treure a la venda la banda sonora de la pel·lícula al Japó el 7 d'agost de 2024.

## Màrqueting
L'agost de 2023 es van poder veure un teaser i una il·lustració de la quarta pel·lícula sense títol. El gener de 2024 es va publicar el tràiler complet i la il·lustració principal de My Hero Academia: You're Next. L'abril de 2024 es va publicar un tràiler amb el dolent Dark Might. Les il·lustracions dels personatges originals de la pel·lícula es van publicar el juny de 2024. El mateix mes, es va difondre un nou tràiler i una altra il·lustració. Un manga extra de Horikoshi titulat My Hero Academia Vol. Next es va donar als primers 1,5 milions d'espectadors que van veure la pel·lícula als cinemes del Japó. El 2 d'agost de 2024, Shueisha va publicar al Japó una novel·la basada en la pel·lícula, escrita per Anri Yoshi.
Entre els socis promocionals de la pel·lícula hi va haver: la cafeteria Anicafe Gratte, la cadena de pizzes a domicili Pizza-La, la cadena de restaurants de sushi Kura Sushi i la cadena de bento per emportar Hokka Hokka Tei.

## Estrena
My Hero Academia: You're Next es va estrenar al Japó el 2 d'agost de 2024 i va rebre projeccions en 4D a 136 sales el mateix dia de l'estrena. A Catalunya, Crunchyroll va anunciar el 10 de setembre de 2024 que arribaria doblada al català als cinemes l'11 d'octubre de 2024.

## Rebuda
La pel·lícula va guanyar 6.280.000 dòlars els primers tres dies, i va ocupar el primer lloc a la taquilla japonesa. Va baixar al tercer lloc el segon cap de setmana després d'haver guanyat 2.320.000 dòlars els caps de setmana. La pel·lícula va haver recaptat més de 2380.000.000 de iens a partir d'1.650.000 d'entrades venudes, i es va situar en tercera posició amb 313.000.000 de iens el tercer cap de setmana. Va caure al sisè lloc el quart cap de setmana amb 1.120.000 dòlars. Va pujar al quart lloc el cinquè cap de setmana amb 1.040.000 dòlars.